# LISA Pathfinder
LISA Pathfinder, раніше відомий як Small Missions for Advanced Research in Technology-2 (SMART-2), — це космічний зонд Європейського космічного агентства (ЄКА), запуск якого відбувся о 04:04 (UTC) 3 грудня 2015 року. Цей зонд протестує технології, необхідні для запланованого на 2034 рік запуску обсерваторії evolved Laser Interferometer Space Antenna (eLISA), яка має реєструвати гравітаційні хвилі.
Приблизний бюджет місії становить €400 мільйонів.

## Місія
LISA Pathfinder розмістить два незакріплених пробних тіла в умовах майже ідеального вільного падіння, і контролюватиме та вимірюватиме їх відносний рух із безпрецедентною точністю. Космічний корабель захищатиме розташовані всередині пробні тіла від зовнішнього впливу. Це буде найзатишніше місце в Сонячній системі.

## Міжнародна співпраця
Підготовкою та реалізацією місії LISA Pathfinder займається ЄКА. В цьому процесі беруть участь також європейські космічні компанії та дослідницькі інститути з Франції, Німеччини, Італії, Нідерландів, Іспанії, Швейцарії, Великої Британії, а також американська космічна агенція NASA.

## Концепція LISA Pathfinder
LISA Pathfinder — це місія для доведення самої концепції, технологічна демонстрація, яка має довести, що дві маси можуть рухатися в просторі, незакріплені, однак захищені космічним апаратом, і при цьому зберігати свої відносні позиції з такою точністю, яка необхідна для подальшої реалізації повноцінної обсерваторії для спостереження гравітаційних хвиль. Першочерговою метою цього апарата є вимірювання відхилень руху від геодезичних ліній. Значна кількість експериментів з гравітаційної фізики вимагає вимірювання відносного прискорення між пробними тілами у вільному падінні.
Надзвичайно точне відстежування двох пробних тіл за допомогою оптичної інтерферометрії дозволить науковцям визначити відносне прискорення цих двох пробних тіл, розташованих на відстані 38 см одне від одного всередині одного космічного апарата. Концепція LISA Pathfinder полягає у створенні експериментально обґрунтованої фізичної моделі всіх збурюючих ефектів, таких як випадкові сили та вплив оптичних вимірювань, які обмежують можливості вивчення пробних тіл в умовах ідеального вільного падіння. Виміри взаємного розташування таких тіл має бути вдосконалено для наступної місії eLISA.
Зокрема, цей космічний апарат перевірить:
- можливість бездотикового позиційного керування космічним апаратом з двома тестовими масами,
- здійсненність лазерної інтерферометрії в бажаному діапазоні частот (а це неможливо на поверхні Землі), а також
- надійність та довговічність різноманітних компонентів — сенсорів, мікродвигунів, лазерів та оптики.

Для наступної місії, eLISA, пробні тіла матимуть форму кубів вагою 2 кг кожен, і міститимуться в двох окремих космічних апаратах, розташованих на відстані один мільйон кілометрів один від одного.

## Дизайн космічного апарата
За умовами контракту, підписаного з Європейським космічним агентством, конструюванням космічного апарата LISA Pathfinder займається компанія Airbus Defence and Space зі Стівенеджа (Велика Британія). Зонд нестиме європейський «технологічний пакунок LISA», до якого входять інерційні сенсори, інтерферометр та пов'язана з ними апаратура, а також дві бездотикові системи керування: європейська частина апарата використовує мікродвигуни на холодному газі (подібні до тих, що були застосовані в космічному апараті Gaia), а американська «система редукції пертурбацій» використовує дещо відмінні сенсори та систему електричної рушійної сили на основі іонізованих крапель колоїду, прискорених в електричному полі. Колоїдний двигун був сконструйований компанією Busek та доставлений до Лабораторії реактивного руху (JPL) для інтеграції з космічним апаратом.

### Інструментарій
Технологічний пакунок LISA (LISA Technology Package) збирають у німецькій філії компанії Airbus Defence and Space, але самі інструменти та компоненти надаються різними установами з усієї Європи. Технічні вимоги до придушення шумів для інтерферометра є дуже жорсткими, а це означає, що треба мінімізувати фізичну реакцію інтерферометра на зміну умов середовища, таких як температура.

### Чинники середовища
У наступній місії, eLISA, фактори навколишнього середовища впливатимуть на вимірювання, які виконуватиме інтерферометр. До таких чинників середовища належать випадкові електромагнітні поля та температурні градієнти, які можуть бути спричинені нерівномірним нагріванням космічного апарата під впливом Сонця або навіть нагрітих приладів всередині самого космічного апарата. Саме тому LISA Pathfinder розроблений таким чином, аби виявити, наскільки навколишні чинники змінюють поведінку внутрішніх сенсорів та інших інструментів. LISA Pathfinder буде запущений з багатим пакунком інструментів, здатних вимірювати температуру та магнітні поля як тестових мас, так і оптичного інструментарію. Космічний апарат обладнаний навіть апаратурою для штучної стимуляції системи: вона містить нагрівальні елементи, що можуть нерівномірно поширювати тепло всередині зонда, тим самим спричиняючи викривлення даних оптичної апаратури та даючи науковцям змогу побачити, як змінюються результати вимірювань при варіації температур.

## Орбіта
Космічний апарат спершу буде запущений на низьку навколоземну орбіту. Звідти він виконуватиме короткочасні прискорення за допомогою своїх двигунів при кожному проходженні перигею, повільно піднімаючи апогей все ближче до бажаної гало-орбіти поблизу точки Сонце-Земля L1. Результати та технології місії LISA Pathfinder забезпечать базис для космічної гравітаційно-хвильової обсерваторії, яка буде запущена 2034 року як третя місія ЄКА L-класу в її програмі «Cosmic Vision», що спрямована на дослідження наукової теми «Гравітаційний Всесвіт».

## Керування космічним апаратом
Керування місією LISA Pathfinder відбуватиметься з Європейського центру космічних операцій (ESOC) у Дармштадті, Німеччина, тоді як контроль над науковими та технологічними операціями здійснюватиметься з Європейського центру космічних та астрономічних досліджень (ESAC), що в Мадриді, Іспанія.

## Імовірне продовження місії
Імовірне продовження місії створить можливість виконання деяких вимірювань з метою підтвердження загальної теорії відносності. Пролітаючи крізь «сідлову точку», де сили тяжіння Землі та Сонця врівноважуються, космічний апарат може допомогти науковцям упевнитись, чи продовжує діяти теорія Ейнштейна при малих гравітаційних прискореннях. Якщо вона діє, це стане випробуванням для теоретичних альтернатив загальної теорії відносності, таких як модифікована ньютонівська динаміка та тензорно-векторно-скалярна гравітація.